# Witbrauwtriller
De witbrauwtriller (Lalage leucomela) is een zangvogel uit de familie Campephagidae (rupsvogels).

## Verspreiding en leefgebied
Deze soort komt voor in Nieuw-Guinea, de Bismarck-archipel en Australië. Er zijn 14 ondersoorten:
- L. l. keyensis: de Kei-eilanden (zuidwestelijk van Nieuw-Guinea).
- L. l. polygrammica: de Aru-eilanden (zuidwestelijk van Nieuw-Guinea), zuidelijk en oostelijk Nieuw-Guinea.
- L. l. obscurior: de D'Entrecasteaux-eilanden en de Trobriand-eilanden (oostelijk van Nieuw-Guinea).
- L. l. pallescens: de Louisiaden.
- L. l. falsa: Umboi, Nieuw-Brittannië en Duke of York-eiland (zuidelijke Bismarck-archipel).
- L. l. karu: Nieuw-Ierland (Bismarck-archipel).
- L. l. albidior: Lavongai (Bismarck-archipel).
- L. l. ottomeyeri: Lihir (Bismarck-archipel).
- L. l. tabarensis: Tabar (Bismarck-archipel).
- L. l. sumunae: Dyaul (Bismarck-archipel).
- L. l. macrura: noordwestelijk Australië.
- L. l. rufiventris: noordelijk Australië en Melville.
- L. l. yorki: het zuidelijke deel van Centraal-Nieuw-Guinea, de eilanden in de Straat Torres en Kaap York (noordoostelijk Australië).
- L. l. leucomela: oostelijk Australië.

## Status
De grootte van de populatie is niet gekwantificeerd maar de soort wordt omschreven als vrij algemeen. Op de Rode lijst van de IUCN heeft deze soort de status niet bedreigd.